# Paradoxechinus
Paradoxechinus is een geslacht van uitgestorven zee-egels uit de familie Temnopleuridae.

## Soorten
- Paradoxechinus novus Laube, 1869 † Oligoceen-Vroeg-Mioceen, Zuid-Australië.
- Paradoxechinus granulosus Philip & Foster, 1971 † Laat-Oligoceen, Zuid-Australië.
- Paradoxechinus profundi Philip & Foster, 1971 † Midden-Oligoceen en eventueel Vroeg-Mioceen, Zuid-Australië.
- Paradoxechinus stellatus Philip & Foster, 1971 † Laat-Eoceen-vroegste Oligoceen, Zuid-Australië.